# Dionisio II de Siracusa

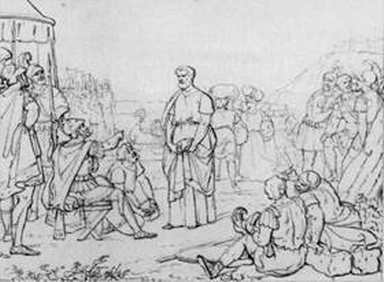
Dionisio se entrega a Timoleón

Dionisio II, también conocido como Dionisio el joven (c. 397-343 a. C.), gobernó como tirano de Siracusa entre los años (367-357 a. C. y nuevamente entre 346-344 a. C.).

## Biografía
Fue hijo y sucesor de su padre, Dionisio I de Siracusa (Dionisio el viejo). Cuando su padre murió en el 367 a. C., Dionisio asumió el gobierno bajo la supervisión de su tío, el filósofo Dion de Siracusa. Tuvo que firmar la paz con los cartagineses, tras la decisiva derrota de su padre ante Lilibea en 368 a. C. y su posterior muerte. De menor capacidad política que su progenitor, tuvo que asistir al fin de la influencia siracusana en la Magna Grecia.
La desaprobación de Dion sobre el modo de vida disoluto del joven Dionisio lo hizo invitar a su maestro, Platón, a visitar Siracusa. Entre ambos intentaron reestructurar el gobierno a algo más moderado, con Dionisio como el arquertipo de filósofo-rey (ver la Carta Séptima de Platón). Enfurecido con las intenciones de los filósofos, Dionisio conspiró con el historiador Filisto, obligó a exiliarse a Dion, y vendió sus posesiones (360 a. C.), tomando el gobierno por completo. Sin Dion, el gobierno de Dionisio fue crecientemente impopular, debido a su incompetencia en gobernar hombres y dirigir soldados.
No obstante, Dion, con el apoyo de Esparta y otras ciudades griegas, formó una pequeña armada y retornó a Sicilia (357 a. C.). Aprovechando que Dionisio se encontraba en Caulonia, consiguieron bloquear la ciudadela de Ortigia y tomaron fácilmente a continuación la ciudad (356 a. C.). Dionisio intentó ataques desde la ciudadela de Ortigia, y negociaciones de paz, que fueron infructuosos. Dejando una guarnición en la ciudadela al mando de su hijo Apolócrates, se vio obligando a exiliarse en Locros.
Al cabo de un año, la ciudadela de Ortigia cayó por hambre. En el 354 a. C., Dion fue asesinado.
En el exilio, Dionisio llegó a ser tirano de Locros, tratando a los locales con gran crueldad. Poco después de que dejara Locros, en el 346 a. C., para recuperar el control de Siracusa, sus ciudadanos se alzaron contra las tropas restantes y se vengaron sobre la esposa e hijas de Dionisio. Retornó a Siracusa ocho años después del asesinato de Dion, debido a la inestabilidad política, pero fue siempre impopular entre los siracusanos.
En los años precedentes, muchas otras ciudades de Sicilia se habían separado de Siracusa formando tiranías locales. Varias de esas ciudades se negaron a reconocerlo, y se unieron a los siracusanos en un alzamiento contra Dionisio. Fue asediado una vez más dentro de la ciudadela de Ortigia. En ese tiempo, 344 a. C., Timoleón arribó y comenzó su invasión de Sicilia. Dionisio, sabiendo que no tenía posibilidad de victoria, organizó la rendición de la ciudadela de Ortigia. Desde el año posterior hasta su muerte, Dionisio vivió privadamente en Corinto, en un estado cada vez más miserable.

## Dionisio en la Literatura
- Dionisio es figura prominentemente en la novela histórica La máscara de Apolo, de Mary Renault, 1966.
- Dionisio aparece en la novela histórica basada en la Grecia antigua  El asesinato de Platón de Marcos Chicot, 2020